# Бутузов, Александр Владимирович
Александр Владимирович Бутузов (прозвище «Фагот»; 24 сентября 1957, Москва — 26 июня 2013, там же) — русский поэт, художник. Известен тем, что читал литературную часть на концертах «Машины времени» в 1979—1981 годах, автор текстов и программ группы «Воскресение» и «СВ» в середине 1980-х годов.

## Биография
Родился 24 сентября 1957 года в Москве. Учился в Московском архитектурном институте.
Работал в группе Ованеса Мелик-Пашаева.
3 февраля 1979 года Бутузову позвонил Андрей Макаревич с просьбой помочь с новой программой — так началась история концертной программы группы «Машины времени», названная «Маленький принц», с 1979 по 1981 год. Дебютировал на сцене в проекте группы Машина Времени «Маленький принц» 3 февраля 1979 года. Программа включала в себя литературную часть — отрывки оригинального текста Экзюпери и также стихи русских поэтов. Чтецом этого материала и стал Бутузов.
Михаил Марголис в своей книге «Затяжной поворот: история группы „Машина времени“» дал ему такую характеристику:
Александр Бутузов, Фагот — столичный тусовщик-„семидесятник“, поэт, меломан, хроникер эпохи. Был штатным чтецом-декламатором „Машины“ времён программы „Маленький принц“ и комсоргом группы. Выведен из состава за систематические нарушения режима и попадания в вытрезвитель.».
После «Машины времени» участвовал в концертных программах «Воскресения» (1981—1984) и «СВ» (1984—1993, программа «Московское время») в роли «читателя поэзии», открывая концерты и предваряя песни стихотворными эпиграфами. Публиковался в Самиздате.
Двоюродный брат Андрей Бутузов играл на бас-гитаре в группе «CrossroadZ».
Песни на его стихи звучали и звучат в исполнении Андрея Сапунова, Евгения Маргулиса, Романа Амиридиса, Дмитрия Варшавского, Александра Чиненкова, Павла Смеяна, Александра Маршала, Валерии, групп Воскресение, СВ, Аракс, Шанхай, Чёрный Кофе и других.
Скончался 26 июня 2013 года от сердечного приступа.

## Произведения
поэмы
- «Песня о Ледовом побоище»
- «Песня о Полтавской Баталии»
- «Песня о Бородинской битве»
- «Спартак-Москва»
- «Баллада о Рае»

сборники стихов
- «Верю, боюсь, прошу»;
- «Свет в окне — помощь врагу»
- «Славься»
- «Марк Уллис»
- «Ремарк».

проза
- «Прощённое воскресенье» (текст опубликован посмертно.[4])

## Песни
- Лицей — Сентенция[5][6] (музыка Алексей Макаревич)
- Трио Сапунова — «Говори», «Началось уже»
- Андрей Сапунов — «Уйти из дома…», «Про бег», «Я знаю», «Чёлочки-косички», «Если желанья, бегут словно тени…», «Листопад»
- Павел Смеян — «Пятна»